# Dana Scully
Dana Scully est un personnage de l'univers de la série télévisée X-Files. C'est une agent du FBI qui travaille sur les affaires paranormales, la plupart du temps aux côtés de l'agent Fox Mulder, puis John Doggett dans les saisons 8 et 9. Elle est interprétée à l'écran par l'actrice Gillian Anderson. C'est le personnage principal qui apparaît le plus tout au long de la série. Elle est également présente dans les deux films basés sur la série.
Pendant les premières saisons, elle sert de contre-point scientifique et sceptique à l'agent Fox Mulder, ce dernier ayant un caractère totalement opposé au sien, basé sur l'intuition et sa volonté de croire. Elle a échappé à de nombreuses reprises à la mort durant la série, et au moins deux épisodes laissent penser qu'elle serait peut être  « immortelle ». Son personnage a donné naissance à l'« effet Scully ».

## État civil
- Nom complet : Dana Katherine Scully
- Surnom : Starbuck (donné par son père d'après un personnage du roman Moby Dick)
- Date de naissance : 23 février 1964
- Taille : 1,57 m
- Cheveux : Roux
- Yeux : Bleus
- Profession : Agent spéciale du FBI
- Carte FBI : JTT0331613
- I.D :  #2317-616
- Numéro de téléphone : 
  - Domicile : (202) 555-6431
  - Cellulaire : (222) 555-3564
- Situation de famille : 
  - Vivrait fugitivement avec Fox Mulder.
- Arme : Smith&Wesson 1056 (9 mm)
- En cas d'urgence : Prévenir Margaret Scully (mère)
- Affiliation religieuse : Église catholique (N.B. : testament de vie enregistré).
- Signes particuliers : Tatouage en Ouroboros dans le bas du dos. Elle a dû se le faire enlever, pour raison médicale. Possède une cicatrice à la base de la nuque à la suite de son enlèvement.
- Fumeuse : au début de la série et dans quelques épisodes exceptionnellement.

## Biographie dans la série

### Enfance
Dana Katherine Scully est née le 23 février 1964, à Annapolis, dans une famille catholique. Ses parents sont William Scully, militaire de carrière, et Margaret Scully. Elle a un frère aîné, William Jr, et une sœur plus âgée, Melissa, ainsi qu'un frère cadet Charles (qui n'apparaît pas dans la série, mis à part dans des flashbacks). Son père était Capitaine dans l'US Navy, et mourut d'une crise cardiaque en 1994, ce qui l'affecta profondément. Elle grandit à Annapolis, Maryland, puis à San Diego, Californie. Plus jeune, son livre préféré était  Moby Dick, que son père lui lisait souvent. C'est pourquoi il la surnommait « Starbuck », et que Scully l'appelait en retour « Achab ». Le nom de son chien, Queequeg, est également tiré de cette œuvre, du nom d'un harponneur cannibale.

### Études
- Diplôme de physique à l'université du Maryland en 1986. Rapport de thèse : Le paradoxe du jumeau d'Einstein, une nouvelle interprétation (traduit dans la version française par : « Einstein et la courbure de l'espace temps, une nouvelle interprétation »).
- Diplômée en médecine à l'Université de Stanford, spécialité  « Pathologie Légiste ».
- Diplômée du FBI à l'Académie de Quantico en 1992.

### Carrière
- 1991 : Elle est contactée par le FBI pour enseigner la médecine légale avec son savoir-faire dans le domaine de l'expertise médicolégale et des autopsies au centre de formation de Quantico en Virginie. Elle accepta l'offre, contre l'avis de son père, estimant que c'était le meilleur moyen de faire ses preuves.

- 1993 : Elle est mutée au Service des Affaires non classées, aux côtés de l'agent Fox Mulder, où elle met régulièrement en œuvre ses compétences médicales, ce qui sera souvent déterminant à la résolution des affaires durant la série.

### L'agent Scully et les affaires non classées
L'agent Dana Scully se retrouve parachutée au service des affaires non-classées dans le but  « d'assister l'agent Fox Mulder dans ses affaires », en faisant  « un compte-rendu détaillé de ses activités ainsi qu'un rapport sur la validité et l'utilité d'un tel travail ». La série débute d'ailleurs par son arrivée au département des affaires non classées, où Mulder travaillait seul jusque-là.
Tout d'abord équipière imposée à Mulder par sa hiérarchie, dans le seul but de ralentir et dé-crédibiliser les recherches de celui-ci, elle devient peu à peu une alliée indéfectible, soutien essentiel de Mulder dans sa quête de la Vérité. À plusieurs reprises, Scully affirme ainsi qu'elle ne met sa carrière en péril pour personne, mis à part Mulder. Elle se retrouve bientôt happée par la passion de son partenaire dans ses recherches, et devient à son tour particulièrement attachée à son travail aux affaires non classées, travail pourtant peu envié au FBI. L'évolution de la relation entre les deux personnages principaux, oscillant entre une puissante amitié et une relation amoureuse platonique, est d'ailleurs un des attraits majeurs de la série.
Catholique, d'une nature rationnelle et sceptique en ce qui concerne le surnaturel, Dana Scully est tant ébranlée par ce qu'elle vit aux côtés de l'agent Fox Mulder qu'elle met en doute tous les enseignements cartésiens qu'elle a assimilés au cours de ses études et de sa vie. Mais devant les profondes convictions de Mulder, elle ne parvient jamais qu'à jouer les garde-fous de cet homme torturé par l'enlèvement de sa sœur. D'un caractère fort et affirmé, elle n'hésite pas à s'opposer à lui en démontrant la friabilité de ses raisonnements, souvent uniquement basés sur des hypothèses à première vue saugrenues.
Élevée dans une famille très catholique, sa foi s'oppose parfois avec son caractère sceptique et rationnel. Un des paradoxes de la série vient d'ailleurs de la prédisposition de Scully à croire en des phénomènes religieux, tandis que son partenaire demeure souvent totalement hermétique à ces manifestations, attitude que l'on retrouve chez Scully au sujet du surnaturel.
Scully porte la plupart du temps une discrète croix en or, autour du cou. Cette croix est la seule chose restant de Scully lors de son enlèvement par Duane Barry. Mulder la garde comme talisman, avant que Scully ne soit retrouvée miraculeusement. Durant la série, on la voit à plusieurs occasions se confesser, notamment dans les affaires faisant appel à sa foi. Son enlèvement met profondément en doute ses croyances religieuses, et sa foi fut également sollicitée lorsqu'on lui diagnostiqua un cancer du cerveau, conséquence vraisemblable de son enlèvement.
Ce n'est qu'au moment où elle est elle-même victime de la « Vérité » qu'elle commence à se rallier à la cause de son partenaire, jusqu'à en devenir un moteur quand il n'est plus là. Cela prend un certain temps mais son esprit ne trouve de réponse que dans une vérité qu'elle n'aurait jamais osé supposer. Elle finit de ce fait par avouer que les X-files sont devenus partie intégrante de sa vie.

### Traits particuliers et caractère
Scully est une femme forte et indépendante, avec un solide caractère. Elle n'hésite pas à s'imposer ou soutenir envers et contre tous ses opinions et ce qu'elle pense juste, même quand cela va à l'encontre des convictions de Mulder, jusqu'à créer d'importantes disputes. Son caractère, comme sa façon d'aborder les problèmes, est très différent de celui de Mulder. En tant que fille de militaire, elle est ambitieuse, honnête et fidèle, mais également dure et juste. Elle peut paraître assez froide (ses rares sourires sont souvent réservés aux plaisanteries de son équipier, tout du moins au début de la série) et est plutôt encline à respecter les règlements quand cela est possible. Elle a rejoint le FBI par défi et goût du risque plutôt que par passion ou envie, par opposition à son père qui l'a fortement influencée dans le choix de ses études. D'un naturel sceptique et rationnel jusque devant l'évidence, elle s'ouvre au paranormal au fil des saisons, sans que sa nature première ne soit remise en cause.
Scully a une vie sentimentale et sociale assez terne, se retranchant le plus souvent dans ses expériences scientifiques et ses recherches. Son principal ami n'est autre que Mulder, avec qui elle entretient une relation qui ne cesse de se renforcer tout au long de la série. Elle récupère durant la saison 3 un petit chien nommé Queequeg. Scully garde régulièrement son neveu, le fils de son frère ainé, William Scully Jr.
Cependant, derrière cette apparence assez austère, plusieurs expériences l'ont profondément marquée et ont révélé une certaine sensibilité chez elle. Son enlèvement l'a rendue bien plus vulnérable, à tel point qu'elle est sous le coup d'un choc post-traumatique, visible notamment durant son altercation avec le fétichiste. La perte de son père, puis de sa sœur, sont des épreuves douloureuses dans sa vie, qui la motivent un peu plus à épauler Mulder dans sa quête de vérité. À plusieurs reprises, elle est même enlevée ou séquestrée, sa carapace se fissurant devant la possibilité de mourir.
L'intrigue étant principalement centrée sur Mulder, on sait peu de chose sur ses passions et ses passe-temps.

## Effet Scully
Le personnage est à la fois médecin et agent spécial du FBI, ce qui aurait motivé plusieurs jeunes femmes à poursuivre des études en science, médecine, ingénierie et application de la loi (law enforcement), amorçant ainsi l'« effet Scully » (« Scully Effect »),.
À la fin de 2013, au San Diego Comic-Con, Anderson a mentionné avoir connaissance de l'effet Scully. Elle a déclaré :
Anne Simon, enseignante de biologie et consultante scientifique pour la série, rapporte :
L'effet Scully a été étudié par des scientifiques au moins jusqu'en 2013.

### Étude scientifique sur l'«effet Scully»

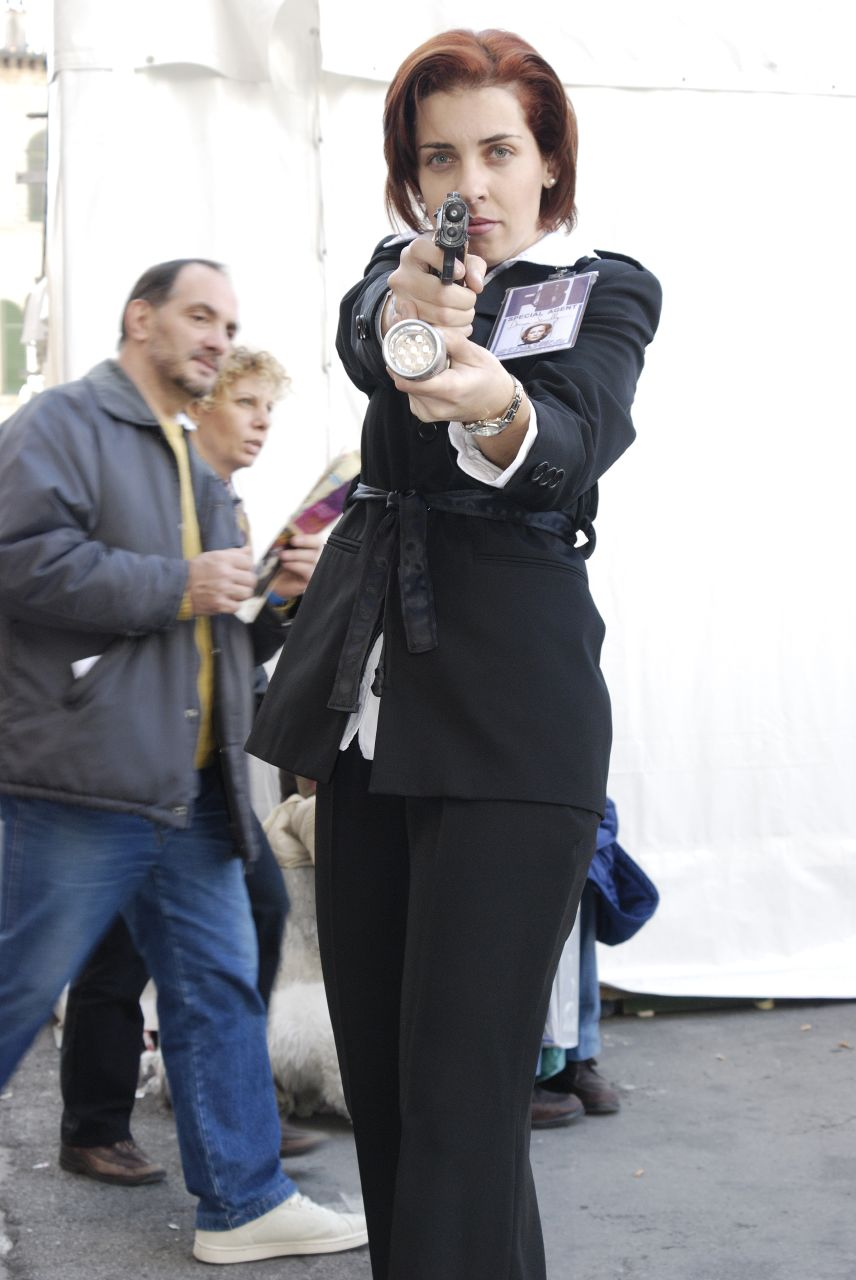
Cosplay de Dana Scully.

Lors de leur étude « The ”Scully Effect “: I Want To Believe…In STEM », les organisations 21st Century Fox, The Geena Davis Institute on Gender in Media, et J. Walter Thompson Intelligence, ont prouvé que le personnage de Dana Scully a eu un impact sur l’intérêt des femmes envers les sciences, les technologies, l’ingénierie et les mathématiques (STIM, STEM en anglais). Pour procéder à cette étude, entre le 15 et le 20 février 2018, J. Walter Thompson Intelligence a mené une enquête en ligne auprès de 2 021 femmes. Dans cet échantillon, 29 % des femmes avaient entre 25 et 39 ans et 71 % avaient plus de 40 ans. De plus, l’échantillon a été classé en deux catégories : les femmes ayant écouté moins de huit épisodes (61 %) et celles qui ont écouté plus de huit épisodes (39 %).
Ensuite, ils ont divisé leur résultat de l’« effet Scully » en trois parties : l’attitude envers les STIM, les comportements liés au STIM et l’opinion sur Dana Scully. Pour ce qui est de l’attitude envers les STIM, l’étude montre que les femmes qui regardent plus régulièrement The X-Files ont une meilleure opinion des métiers en lien avec la science, la technologie, l’ingénierie et les mathématiques. On retrouve de mêmes résultats au niveau des comportements liés aux STIM. Plusieurs femmes ayant regardé plus de huit épisodes ont envisagé de faire carrière dans des domaines liés aux sciences. Finalement, la majorité des femmes qui connaissent Dana Scully la considèrent comme un modèle. De plus, environ les deux tiers de l’échantillon qui travaillaient déjà dans les STIM considèrent le personnage interprété par Gillian Anderson comme un modèle pour les femmes.